# Oxyglypta rugosa
Oxyglypta rugosa is een vliesvleugelig insect uit de familie Pteromalidae. De wetenschappelijke naam is voor het eerst geldig gepubliceerd in 1912 door Ruschka.